# 中崙福成宮

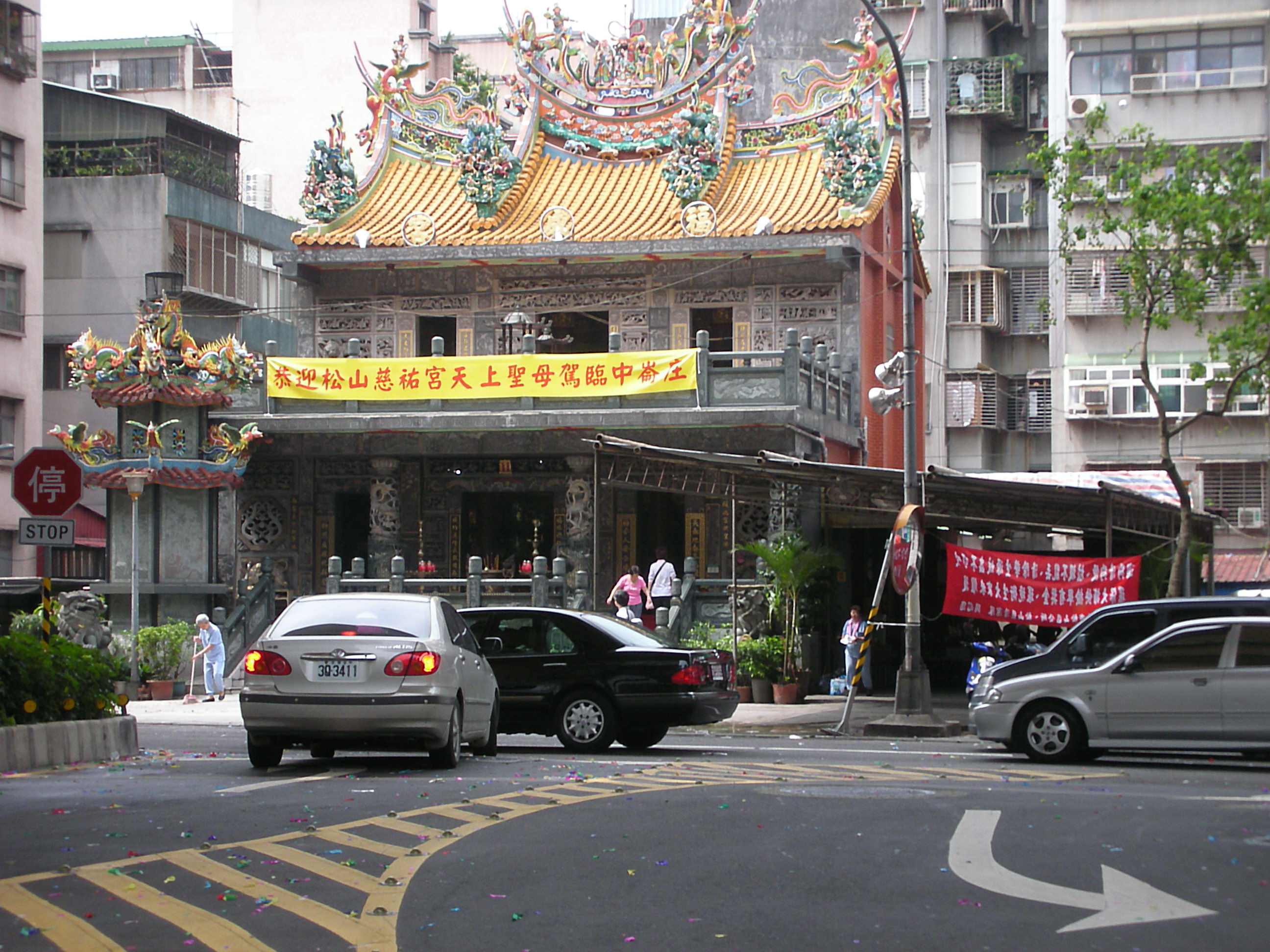
中崙福成宮

中崙福成宮全名財團法人台北市中崙福成宮，位於台灣台北市松山區市民大道四段71號，為中崙地區主祀福德正神的道教廟宇。該廟宇興建於1967年，為位於台北市松山區的傳統建築廟宇。另外，該廟宇的組織型態為財團法人制，祭典日期則是每年農曆之十二月初二。